# Ciríaco
Ciríaco is een gemeente in de Braziliaanse deelstaat Rio Grande do Sul. De gemeente telt 5.020 inwoners (schatting 2009).